# Мукашев, Абдильда Рахметжанович
Абдильда Рахметжанович Мукашев — казахстанский журналист, учредитель и издатель «Ак Жайык», одной из первых независимых региональных газет Казахстана.

## Биография
Родился 30 сентября 1960 года. Из семерых детей был шестым ребёнком в семье партийного работника и учительницы истории. Окончив в 1981 году Егорьевское авиационное училище, проработал полтора года в наземной авиации, затем решил сменить профессию. В начале 1983 года устроился на киностудию «Казахфильм» администратором фильмов. Начал писать небольшие рассказы, занялся любительской фотосъемкой. Журналистскую карьеру начал в 1984 году в «Ленинской смене» как внештатный сотрудник, где и были опубликованы его первые материалы. Решив идти в эту профессию, поступил на факультет журналистики Казахского государственного университета в Алматы. В середине 1986 года вернулся в родной город Атырау и устроился на работу в областную газету «Прикаспийская коммуна».
Строгие рамки печатного органа власти области не давали возможности развернуться в полную силу. В 1991 году основал газету «Ак Жайык» вместе с товарищами Сабыром Каирхановым и Михаилом Паличевым.
Газета освещала важные социальные и политические события и быстро завоевала популярность благодаря независимой редакционной политике и стремлению к свободе слова, из-за чего редакция и журналисты «Ак Жайык» неоднократно подвергались угрозам и нападениям.
В одном из своих интервью Абдильда Мукашев отметил, что независимости «Ак Жайык» способствует наличие собственной печатной типографии.
 "Время идет, меняются люди, чередой проходят акимы, у каждого из них было свое отношение к независимой прессе: от приглашений на чаепитие, предложений льготных кредитов и других «личных» благ до уголовного преследования наших журналистов, угроз, отключения электроэнергии и поджогов. Поэтому мы давно печатаемся в собственной типографии, откуда в свет еженедельно выходят отдельные выпуски газеты на двух языках. Создали двойное-тройное дублирование всех необходимых коммуникаций… Конечно, это все лишние затраты, своего рода плата, «налог на свободу слова». 
Являлся членом правления Союза журналистов Казахстана, организатором Атырауского филиала общественного объединения «Национальный пресс-клуб», почётным журналистом Казахстана.
Выражая позицию «Ак Жайык» в публикации по случаю 20-летия газеты, Абдильда Мукашев отметил:
 "Время бежит стремительно, но какие бы перемены вокруг нас ни происходили, позиция газеты, высказанная когда-то редактором Сабыром Каирхановым, остается неизменной: «Власть сильна одним уже тем, что она — власть, у неё достаточно рычагов, включая свои СМИ, поэтому мы всегда должны быть на стороне слабых, пусть в чём-то и неправых, даже если власть этого не понимает или не хочет понять». 
Активно выступал в защиту Сейтказы Матаева, председателя Союза журналистов Казахстана, и его сына Асета Матаева, директора информационного агентства КазТАГ, в их деле, по которому они впоследствии были полностью оправданы.
Абдильда Мукашев ушел из жизни 26 января 2019 года после продолжительной болезни.
Похоронен в родовом некрополе «Алтын», в Махамбетском районе Атырауской области.
Премия Союза журналистов Казахстана, учрежденная в его честь, продолжает его наследие, поощряя независимых региональных журналистов.

## Премия имени Абдильды Мукашева
В ознаменование заслуг в развитие отечественных СМИ, «Ак Жайык» и Союз журналистов Казахстана учредили ежегодную премию имени А.Мукашева, которая вручается лучшим журналистам страны — авторам публикаций, видео материалов на общественно-значимые политические и гражданско-правовые темы. В первую очередь премия направлена на поддержку независимых региональных журналистов.
Лауреаты премии:
- 2019 г. — Лукпан Ахмедьяров, главный редактор газеты «Уральская неделя»[21][22][23].
- 2020 г. — Айнур Коскина, журналист, автор проекта QOS live[24][25].
- 2021 г. — Азамат Шорманханулы, корреспондент газеты «Общественная позиция» (медиапроект DAT)[26].
- 2022 г. — Айнур Сапарова, корреспондент «Ак Жайык», за журналистское освещение январских событий 2022 года[27][28].
- 2024 г. — Ринат Балгабаев, автор документальных фильмов на актуальные социальные темы[29][30][31][32].
- 2025 г. — Талгат Умаров, журналист, основатель и редактор медиаресурса «Umarov news» (город Уральск, Западно-Казахстанская область)[33][34].